# Підліски (Яворівський район)
Підлі́ски — село в Україні, одне з найстаріших сіл області (з 1050 року), в Яворівському районі Львівської області. Орган місцевого самоврядування — старостинський округ 3 Мостиської міської ради, якій підпорядковуються села Підліски, Вишенька. Населення становить 368
```
особи
[
5
]
.
```

## Духовне життя
У селі діє церква Різдва Пресвятої Богородиці (з 1980-х рр.) місцевої парафії ПЦУ. 1655 року була збудована дерев'яна церква Різдва Богородиці, розібрана у 1930-х роках. 

## Відомі люди
- Корн Рахіль Вольфівна (1898—1948) — єврейська поетеса, новелістка.
- Альфред Бізанц (1890—1951) —  український військовий діяч. Підполковник УГА та полковник Армії УНР й Абверу. Очільник Військової Управи «Галичина», яка здійснила організаційні заходи по формуванню Дивізії «Галичина».